# Adrien Guibert
Pour les articles homonymes, voir Guibert.
Adrien Jean-Baptiste Guibert, né à Rennes le 5 mai 1805 et mort à Paris le 20 septembre 1843, est un géographe français.

## Biographie
Médecin, il se distingue lors de l'épidémie de choléra à Paris en 1832 pour son dévouement.
Il est connu pour son Dictionnaire géographique et statistique, qu'il a laissé inachevé et qui a été complété pour publication en 1850 à Paris par Ferdinand Desenne avant d'être réimprimé en 1855. Guibert et Desenne avait déjà collaboré en 1841 pour Le Monde, atlas universel.
Nommé examinateur des élèves consuls, il meurt brutalement avant d'avoir pu entrer en fonction et laisse sa veuve sans aucune ressource et une orpheline de trois ans.